# Liste von Windkraftanlagenherstellern
Die Hersteller großer Windkraftanlagen zur Stromerzeugung sind sehr unterschiedlich strukturiert. Viele Jahre lang waren in dieser Branche nur mittelständische Unternehmen tätig, seit der zweiten Hälfte der 1990er Jahre sind aber auch große Konzerne entstanden oder aktiv geworden. Der größte Hersteller auf dem Weltmarkt ist Vestas mit einem Marktanteil von 11,6 % im Jahr 2014. Seit Anfang des 21. Jahrhunderts findet eine Marktbereinigung statt. Kleinere Hersteller und auch Komponentenlieferanten wurden aufgekauft oder vom Markt verdrängt.

## Aktive Hersteller

### Argentinien
- IMPSA (Industrias Metalurgicas Pescarmona SA), Mendoza (Argentinien), größerer Industriekonzern, Produktion teilweise in Brasilien, 2015 Milliardenpleite. 2018 Goldwind repariert ca. 180 Impsa-Turbinen, nachdem gerichtlich erlaubt wurde, dass Goldwind die lizenzierte Vensys-Technologie auch in Latein-Amerika vertreiben dürfe. Die Turbinen sollten per Schiffsfracht nach China verbracht werden, überholt werden und dann wieder eingebaut werden.[1]

### Belgien
- Xant N.V., große Kleinwindanlagen von 25 bis 100 kW[2]

### Brasilien
- WEG Equipamentos Elétricos – Aerogeneradores[3]

### China
- A-Power Energy Generation System LTD. 风电机组[4]
- Avantis (Deutschland, China)
- BZD
- CAAC Wanyuan
- CRRC wind turbine (Zusammenschluss CSR und CNR)
- CSSC Haizhuang Windpower
- CS Wind Power (Sheng guo)
- CSIC-HZ Wind Power
- CWPC
- Dongfang Electric Corp. (DEC)
- Envision
- Geoho
- Goldwind
- Hewind
- Jingcheng Renewable (JCNE)
- MingYang (Ming Yang Smart Energy, CNE100003HQ0, US6034912005)[5]
- Nanjing Wind Power
- Ningxia Yinxing
- Sany, Baumaschinenkonzern mit Windturbinensparte[6]
- Sewind (Shanghai Electric)
- Shandong Swiss Electric
- Sinovel
- Taiyuan Heavy
- Tianwei
- United Power (Guodian United Power)
- XEMC Darwind (China, Niederlande)
- Xuji Wind
- Zhejiang WINDEY[7]

### Dänemark
- Siemens Gamesa (Hauptsitz in Spanien, Produktion teilweise in Dänemark, Service und Wartung in Deutschland)
- Vestas – größter Hersteller auf dem Weltmarkt (2019), übernahm den Hersteller NEG Micon im Jahr 2004
- MHI Vestas Offshore – seit 2014 Offshore-Joint Venture von Vestas und Mitsubishi Heavy Industries, seit Ende 2020 vollständiger Bestandteil von Vestas, MHI hält dafür Vestas-Aktien
- Solid Wind Power – großer Hersteller von Kleinwindkraftanlagen von 19,8–25 kW, weltweit über 800 Anlagen installiert, seit Anfang 2023 wird die 25 kW-Variante auch in Deutschland vertrieben[8]

### Deutschland
- Aerocraft – Gödecke Energie- und Antriebstechnik, Sitz in Rotenburg (Wümme), Mini-Windkraftanlagen von 120 bis 1000 Watt
- aerodyn engineering gmbh, Büdelsdorf, seit 1997, Ingenieurbüro, Lizenzgeber, 2-Blatt Anlagen (liefert Windkraftanlagen für das Japanische NEDO-Projekt),[9] beteiligt am Nezzy²- Projekt mit EnBW
- AEROVIDE GmbH, Rendsburg, Ingenieurbüro, Lizenzgeber für Turbinen und Rotorblätter, seit 1983 Bestandteil von aerodyn, 1986–2020 aerodyn Energiesysteme GmbH
- Amperax Energie GmbH, Tochtergesellschaft von Universal Utility International, übernahm die Windturbinenentwicklung/Fertigung von Prokon[10]
- Avantis (Deutschland, China)
- Bestwatt B.V., Niederlande und Leer (Ostfriesland), Stromerzeugungsabteilung von Bettink Service Team, Kleinwindanlagen, Solar und Stromspeicher, übernahm 2019 die Windkraftsparte Aircon von Lely[11]
- Braun Windturbinen, Nauroth, Kleinwindanlagen mit 2,5–9,5 kW
- Easywind, Enge-Sande, Kleinwindanlagen im Leistungsbereich 6–7,5 kW
- Enercon, Aurich, getriebelose Anlagen
- eno energy – inhabergeführter Windenergieanlagenhersteller mit Produktionssitz in Rostock im Multimegawatt-Bereich
- E.ON 250 kW Mittelwindkraftanlage, Prototyp Anfang 2019 in Steinfeld, Schleswig-Holstein errichtet, Prototyp-Anlage entwickelt vom eigenen Spin-off „b.ventus“, Auftragsfertiger der Anlage ist Leitwind[12]
- FWT energy GmbH (ursprünglich Förde WindWerke GmbH & Co. KG, seit 2019 Baltic WindWerke GmbH & Co. KG), Neustadt in Holstein,[13] nutzt Technologien der W2E
- General Electric (USA, Deutschland) als Teil von GE Renewable Energy (Frankreich) – Produktion zum Teil in Deutschland
- Heyde Windtechnik, Dippoldiswalde, Kleinwindanlagen 2,5 bis 5 kW
- Max-wyn, Sengenthal, Teil von Max Bögl, 2021 gegründet, Nachbau der Senvion 3.2M114[14]
- Nordex SE – Fusion mit Acciona 2016
- Qreon GmbH (Barsbüttel), Insellösungskomplettanbieter mit eigener 2MW-WEA (Q82), dazu Photovoltaik, Batteriespeicher und Diesel-Generatoren, Planung und Errichtung[15]
- PSW-Energiesysteme, Celle, Kleinwindanlagen 5–15 kW
- Schütz WindWerke
- Siemens Gamesa,[16] früher Siemens Wind Power, Hauptsitz in Spanien, Produktion teilweise in Dänemark, Service und Vertrieb in Deutschland ,[17] übernahm Gamesa[18]
- SkyWind Energy GmbH, Langenhagen, Mikrowindkraftanlage 1000 Watt
- Solutions 4 Energy, Rostock, Kleinwindanlage 30kW (Prototyp beim Klärwerk St. Michaelisdonn)
- Superwind, Brühl, Miniwindturbinen 350 und 1250 Watt
- S & W Energiesysteme, Eschwege, Kleinwindanlagen 2,5–15 kW
- Vensys, Neunkirchen (Saar), Lizenzgeber (Goldwind, Eozen, Regen Powertech, Enerwind/IMPSA Wind), Hersteller getriebeloser Anlagen, zu 70 % von Goldwind übernommen[19]
- W2E (Wind to Energy), Rostock, Ingenieurbüro, Lizenzgeber, war zwischenzeitlich Teil von Fuhrländer, installierte Leistung Ukraine 300 MW, Deutschland 140 MW, Iran 120 MW, sowie 11 weitere Länder[20]
- Wind Technik Nord (WTN) – Entwicklung, Herstellung und Produktion von Windkraftanlagen von 250–600 kW
- Windwise GmbH, Münster, geförderte Entwicklung der Windkraftanlage maxcap141 mit 2,3 MW und besonders hohem Kapazitätsfaktor[21]
- WWA Weinack Windenergieanlagen, Wedel, Kleinwindanlage 7,5 kW

### Estland
- Eleon

### Finnland
- Mervento[22] (2017 Insolvent, Fabriken gekauft von der estnischen Eleon), nur Pilotanlagen, Lizenzierungsprogramm für getriebelose Anlagen, schon 2015 wurde von drohender Insolvenz berichtet
- The Switch, Helsinki,[23] 500 kW bis 8 MW[24] bis Oktober 2014 von Yaskawa übernommen[25]
- WinWind[26] (2015 Konkurs), 1MW und 3MW-Onshore/Offshore Anlagen, Werke in Finnland und Indien, Triebstrang gleicht Areva M5000, 2014 neuer Investor

### Frankreich
- Vergnet Eolien (Ormes), 2-flügelige Mittelwindkraftanlagen von 200–275kW, kann bei Bedarf auch MW-Anlagen der chinesischen Sinovel errichten[27]
- Alstom, Tochter von General Electric mit Sitz in Frankreich und Spanien
- Innovent (Villeneuve d’Ascq)
- Poweend (ehemals DDIS (Anzin), ehemals JEUMONT)

### Indien
- Inox Wind[28]
- ReGen Powertech[29] (Lizenznehmer von Vensys)
- Pioneer Wincon (Pioneer Asia Group, Para Enterprises Pvt Ltd)[30] Mittelwindkraftanlagen von 250–750 kW
- Senvion India
- Suzlon[31]
- Wind World India Ltd., ehemals Enercon India (eigenständig, d. h. nicht mehr zum deutschen Enercon-Konzern gehörig, siehe Enercon#Rechtsstreit mit Enercon India)

### Irland
- C&F Green Energy, Mittelwindturbinen von 20 bis 250 kW[32]

### Italien
- Enessere S.r.l. (Brendola) – Hersteller von kleinen Design-Windkraftanlagen mit Vertikalrotoren, 3,5 kW[33]
- LEITWIND (Mals / Sterzing, Südtirol) – Hersteller getriebeloser Anlagen mit permanenterregtem Generator[34]
- Northern Power Systems, ehemalige Auslandsabteilung von Northern Power Systems (USA), existiert weiter nach der Insolvenz der Muttergesellschaft 2019, Mittelwindkraftanlagen von 60 und 100 kW[35]

### Japan
- Hitachi – seit 1997 Zusammenarbeit mit der deutschen ENERCON, installierte über 400 errichtete ENERCON-WKA in Japan, seit 2003 Zusammenarbeit mit Fuji Heavy Industries (FHI, Besitzer von Subaru), mit der 25 Stück 2MW-Lee-läufer entwickelt und errichtet wurden, übernahm dann 2012 das Windturbinengeschäft von FHI, 2019 Aufgabe der weiteren Eigenentwicklung und Reduzierung auf den Vertrieb von ENERCON-Anlagen[36][37]
- Japan Steel Works (JSW)[38]
- Komaihaltec Inc, 300kW Mittelwindkraftanlage, siehe Tiksi#Windpark[39]
- MHI Vestas (Dänemark, Japan)

### Korea
(Liste aktiver und nicht-mehr aktiver (Stand 2016))
- Doosan Heavy Industries, Offshore WKA (Stand 2016)
- Hanjin Ind. Co. – Onshore Anlagen im Leistungsbereich 0,1 und 2,0 MW[41]
- Hyosung (?)
- Hyundai, Hyundai Heavy Industries und Hyundai Rotem, beide spätestens 2016 nicht mehr aktiv
- Samsung Heavy Industries (SHI) – startete 2010 mit der Produktion von 2,5-MW-Turbinen, spätestens seit 2016 nicht mehr aktiv[42]
- STX Heavy Industries, spätestens 2016 nicht mehr aktiv
- Unison – Onshore, heutiger Inhaber Toshiba

### Monaco
- Eneti - Offshore, zuvor Scorpio Bulkers

### Neuseeland
- Windflow

### Niederlande
- 2-B Energy BV, entwickelt Zweiflügler-Anlagen für den Offshore-Einsatz mit 6 MW, derzeit nur ein Prototyp im Windpark Westereems[43]
- Emergya Wind Technologies B.V. (EWT), Amersfoort, getriebelose Anlagen von 500 kW bis 1 MW[44]
- Lagerwey Wind, 2006 neugegründet, 2018 von Enercon übernommen
- STX Windpower B.V. (Korea, Niederlande), geht auf Harakosan zurück[45]
- XEMC Darwind (Niederlande, China)
- WES Wind Energy Solutions BV, hat 2004 die Rechte für die Zweiflügler-Anlagen vom ehem. Hersteller Lagerwey gekauft, seitdem wartet- und produziert der Hersteller diese weiter

### Österreich
- Schachner Kleinwind GmbH (Seitenstetten), Kleinwindanlagen von 0,3 bis 10 kW, 1978 bis 2008 Entwicklung, seit 2009 Serienproduktion[46]

### Spanien
- Acciona – Fusion mit Nordex 2016[47]
- ADES (Aplicaciones de Energías Sustitutivas S.L.), kleinere Mittelwindanlagen[48]
- Electria Wind S.L., Mittelwindturbinen mit 150 und 200 kW[49]
- Gamesa – Fusion mit Siemens Wind Power im April 2017
- Norvento Enerxía S.L. – Mittel-Windkraftanlage mit 100-kW-Turbine[50]
- Siemens Gamesa – Entstand im Zuge der Fusion aus Siemens Wind Power und Gamesa[51][52][53]

### Türkei
- SoyutWind (SOYUT Arge Taahhüt Enerji Mühendislik İnşaat Sanayi ve Ticaret A.Ş.), DC-gekoppelte Kleinwindanlagen von 3 bis 20 kW, AC-gekoppelte Klein-, Mittel- und Großwindanlagen bis 2 MW[54]

### Ukraine
- Fuhrländer Windtechnology LLC,[55] siehe auch Fuhrländer

### USA
- American Superconductor (AMSC)[56] (?[57]) -- hat eine AMSC Windtech-Abteilung in Klagenfurt, Österreich, ein Mitarbeiter soll Software-Code an Sinovel verkauft haben, und Sinovel daraufhin keine Lizenzgebühren gezahlt haben
- General Electric (Deutschland, Frankreich, USA)[58]

## Nicht mehr produzierende oder übernommene Hersteller
- ACSA (Aerogeneradores Canarios S.A., Spanien)[59]
- Adler Windkraftanlagen (Deutschland), wurde 1990 von Köster Windkraftanlagen Heide gegründet
- Adwen, Spanien, Teil von Siemens/Gamesa, Nachfolger von MULTIBRID und AREVA Wind, Unternehmen wird als Produzent nicht mehr nachgeführt[60]
- Aeritalia – Hersteller von Zweiflüglern, 17 und 225kW, wahrscheinlich Teil des Aeritalia-Konzerns (heute Leonardo S.p.A.), wahrscheinlich in Wind Energy Systems Taranto S.p.A. (WEST) aufgegangen, für Fragmente von WEST[61]
- Aircon GmbH & Co. KG, Leer, seit 2003 Serienfertigung einer 9,8kW Kleinwindanlage, 2012 vom niederländischen Landmaschinenhersteller Lely übernommen
- Alpswind (Österreich) – Projektierer, der Windkraftanlagen mit Holztürmen und mehrfach segmentierten Rotorblättern angeboten haben soll ... 2016 umbenannt in Greenfuture GmbH, 2017 insolvent[62]
- AN Wind Energie (Deutschland / Bremen), Lizenznehmer der dänischen Bonus, vertrieb unter dem Namen „AN Bonus“, wurde im November 2005 von Siemens Windenergie übernommen
- AREVA Wind GmbH, ehemals MULTIBRID GmbH, dann Adwen GmbH[63]
- Autoflug (Deutschland / Rellingen), eine Zeitlang wurden Anlagen gefertigt (A100, A1200), 1995 Rückzug vom Markt
- Baoding Huide Wind Engineering Co. Ltd. (BHD)
- BARD (Deutschland / Emden) – fertigte Offshore-Anlagen im Leistungsbereich zwischen 5 und 6,5 MW, insolvent, jetzt Ocean Breeze Energy GmbH & Co
- Blaaster (Norwegen) – Blaaster Wind technologies AS
- Bonus (Dänemark), seit 10/2004 Teil von Siemens, vorher Danregn Vindkraft
- Brümmer (Deutschland), 1961 bis ca. 1991
- BWU (Trampe, Deutschland), BWU-Brandenburgische Wind- und Umwelttechnologien GmbH, ging 2001 in REpower auf[64]
- Clipper Windpower – nur noch Service- und Wartungsgeschäft
- Conergy Wind GmbH (Deutschland), wurde als Geschäftsbereich verkauft, 2007–2012 PowerWind GmbH (aufgelöst nach Insolvenz)[65][66]
- Daewoo Shipbuilding & Marine Engineering (DSME) nach Übernahme der DeWind von CTC in 2009, Geschäftsaufgabe 2015
- DESA (Desarrollos Eólicos SA, Spanien) – von Made übernommen[67]
- DeWind (Deutschland, USA) – 2006 übernommen durch Composite Technology Corporation CTC (USA), seit 2009 zu Daewoo Shipbuilding and Marine Engineering Co. Ltd. (Südkorea)[68]
- Ebara Seisakusho (Japan) – Übernahme der Windkraftsparte durch AMSC[69][70]
- Ecotècnia s. coop. c.l. (Spanien) – Übernahme durch die französische Alstom im Juni 2007 (heute GE Wind)
- Enron – nach der Insolvenz wurde das Wind-Geschäftsfeld im Jahr 2002 von General Electric übernommen
- Eozen (Spanien, Eolica del Zenete S.L.), von ca. 1999 bis 2014 Lizenznehmer von Vensys, heute EBLADES TECHNOLOGY S.L., Hauptsitz in Ferreira in der Provinz Granada, fertigt heute nur noch Rotorblätter
- eviag AG – nicht-exclusive Lizenzfertigung einiger  W2E Wind to Energy GmbH WEAs, 2011 übernommen von der Fuhrländer Firmengruppe[71]
- Frisia (Minden, Deutschland), bis 2001 Produzent von Windkraftanlagen; gegründet als Windstrom Frisia GmbH, seit 1997 firmierend als Frisia Windkraftanlagen Produktion GmbH, nach der Insolvenz im Jahre 2001 als Frisia Schaltanlagen GmbH Zulieferer und Dienstleister für Windenergieanlagenhersteller.
- Fuhrländer (Deutschland / Waigandshain) – Insolvenz 2013
- Fuji Heavy Industries – Marke Subaru, 2012 von Hitachi übernommen
- GET / Gesellschaft für Energietechnik, Zusammenarbeit mit HDW Nobiskrug: GET Danwin 150/27, 600/41, später Übernahme AUTOFLUG, Konkurs 1997
- Guascor – plante mit der 2-MW-Turbine GW 85-2 in den Markt einzusteigen, heute Teil von Siemens
- Hanseatische AG / HAG (Deutschland), Günther Wagner war ein früher Pionier mit diversen Windkraftanlagen an Land und auf dem Schiff, Zusammenbruch 1997
- Harakosan – heute STX Heavy Industries
- Hüllmann KG (Deutschland / Tornesch), 1979 10kW-Anlage, 1987 100-kW-Anlage, Konkurs 1992
- Husumer Schiffswerft/HSW (Deutschland), in Insolvenz gegangen, Windkraftsparte von Jacobs Energie übernommen (heute Senvion/Siemens Gamesa).
- Ingetur S.A., Tochter der Corporación Energía Hidroeléctrica de Navarra (CEHN), 2004 verkauft an Acciona, Namensänderung in Acciona Windpower S.A.[72][73]
- Innovative Windpower AG (Deutschland / Bremerhaven), Insolvenz im Jahr 2012
- Jacobs Energie (Deutschland / Husum), 2001 in REpower aufgegangen
- Jeumont (Frankreich), ehemalige Tochter von Framatome, Produktion 2004 eingestellt
- Krogmann (Deutschland / Lohne (Oldenburg)), 50-kW-Anlage von 1988–1995, heute Hersteller von Sondermaschinen
- Kähler Maschinenbau (Deutschland / Norderheistedt), Bau von Lizenzanlagen von Dr. Wagner: 30kW
- Kenersys (Indien/Deutschland) Standort in Wismar (Deutschland) geschlossen, indische Produktion an Senvion verkauft im August 2016
- Kenetech (USA), übernommen von GE Wind (USA)
- Köster Windkraftanlagen (Deutschland / Heide), früher Hersteller: adler 25, Debra 25, bis 1990
- Lagerwey (Niederlande / Barneveld) ehemaliger niederländischer Hersteller von Windkraftanlagen mit und ohne Getriebe; neuer Start von Henk Lagerweij unter dem Namen Lagerwey Wind als Engineering Unternehmen für „Direct Drive“ Turbinen, 2018 von Enercon übernommen
- Lely Aircon, niederländischer Landmaschinenhersteller mit Produktionsstätten in Deutschland, übernahm 2012 Aircon, Entwicklung einer zweiten Kleinwindkraftanlage mit 29,8kW und Gesamthöhe bis 50 Meter[74], 2019 Verkauf von Aircon an den niederländischen Windkraftanlagen-Wartungsspezialisten Bettink
- Made Tecnologías Renovables, S.A., Tochter des Konzerns Endesa, 2003 übernommen von Gamesa
- MAN (Deutschland), baute unter anderem die Zweiflügler-Turbine aeroman[75], Growian
- MBB hat das Geschäftsfeld aufgegeben; baute den Einflügler Monopteros
- Micon (Dänemark / Randers) fusionierte 1997 mit Nordtank zu NEG Micon (heute Vestas)
- Mitsubishi Heavy Industries – Offshore-Aktivitäten in MHI Vestas eingebracht, Onshore-Aktivitäten eingestellt
- MTorres[76] (M.Torres Ólvega Industrial S.L.) – 2011 Gemeinschaftsprojekt mit der brasilianischen WEG, übernommen von Swiss Energy AG,[77] Swiss Energy AG 2018 liquidiert
- Nedwind (Niederlande / Rhenen) – baute Zweiflügler im Leistungsbereich zwischen 250 kW und 1 MW, im Oktober 1998 von NEG Micon übernommen
- NEG Micon (Dänemark / Randers), entstanden aus der Fusion von Nordtank und Micon; aufgegangen in Fusion mit Vestas 2004
- Nordic wind power (USA), 1990 Nordic Windpower AB (Schweden), 2005 dann USA, N1000-54, Insolvent 2012
- Nordic Windpower (Schweden, USA) – insolvent seit 2013[78]
- Nordtank (Dänemark / Balle) fusionierte mit Micon zu NEG Micon im Jahr 1997
- Nordwind GmbH (Porta Westfalica), ca. 1926–1947, von Allgaier übernommen[79]
- Nordwind Energieanlagen GmbH (Neubrandenburg), Beginn ca. 1995 (siehe Windpark Plauerhagen), Zweiflügler mit 500 und 750kW, Sicherung der Wortmarke „Nordwind“ 2009, insolvent, 2016 liquidiert[80]
- Northern Power Systems (USA, Kanada) – Lizenzgeber, Insolvenz 2019
- N.prior energy – Aufgelöst 2012, vormals Prokon Nord Energiesysteme (Leer)
- Pfleiderer Wind Energy (Deutschland) – Verkauf des Know-Hows an Fuhrländer (kleinere Anlagen), Prokon Nord in Leer (MULTIBRID, heute Adwen GmbH) und Schaaf Industrie AG (Produktion Stahltürme)
- PowerWind (Deutschland) – insolvent 2011, Servicegeschäft von Global Energy Services S.A. übernommen, geistiges Eigentum und Produktions-Anlagevermögen ging an Zulieferer RK Systems (Indien)
- Prokon (Deutschland) – Entwicklung und Herstellung im Rahmen des Insolvenzverfahrens 2014 eingestellt, Teile des Unternehmens mittlerweile von Amperax übernommen
- Renk-Tacke -- Im Windpark Oevenum auf Föhr stand bis 2014 eine Tacke TW 150 mit der Aufschrift „Renk Tacke“ Renk-Tacke baute Teile für den Windenergieanlagenhersteller Tacke.
- Scanwind (Norwegen) – getriebelose Anlagen, 2009 übernommen von GE Wind (USA)
- Schuler AG, Windkraftsparte 2012 in S&G Engineering aufgegangen, Prototyp 2011 im Windpark Stötten errichtet
- SEEWIND Windenergiesysteme GmbH – gegründet 1991 und international tätig (z. B. in Nord- und Südkorea, Belarus, Europa). Anlagen der kW Klasse. Ab 2002 Spezialisierung auf den Fundamentbau von Windkraftanlagen und Infrastruktur von Windparks.
- Senvion, bis Dezember 2013 REpower Systems[81], Insolvenz 2019, Servicegeschäft von Siemens Gamesa übernommen
- Südwind (Deutschland), in Insolvenz gegangen, teilweise an Nordex (resp. Borsig Energy) verkauft. Die Entwicklung wurde teilweise von Suzlon übernommen. Seitdem betrieb Suzlon in Rostock ein Forschungszentrum.
- Tacke (Deutschland / Salzbergen) – wurde nach Insolvenz im Jahr 1998 von Enron (USA) aufgekauft, ging dann nach Enron-Insolvenz an General Electric (USA)
- United Energies MTOI (Spanien), 1998 Beginn einer Entwicklungsabteilung in der MTorres-Gruppe, 2001 erste Produktion von Windkraftanlagen im 1.5-MW-Bereich, 2015 verkauft an Schweizer Investmentfirma SwissEnergy AG mit dem Ziel Patente und Lizenzen in Schwellenländer z. B. Kasachstan weiterzuverkaufen
- Ventis (Deutschland / Braunschweig): Tochterunternehmen der Schubert Elektrotechnik, baute Zweiflügler im Leistungsbereich zwischen 100 kW und 500 kW, teilweise in die Nordwind Energieanlagen GmbH aufgegangen, Insolvenz 1995
- Wind World (Dänemark) – ging in NEG Micon auf, die wiederum mit Vestas fusionierte
- Zond (USA) – in Enron, später General Electric aufgegangen

## Technische Konzepte der Hersteller
In der folgenden Tabelle werden die technischen Konzepte der aktiven Hersteller dargestellt. Dabei werden nur Anlagen mit einer Leistung von mindestens 1 MW berücksichtigt (Stand 2007).
| Hersteller                  | Rotordrehzahl   | Leistungsbegrenzung | Getriebe                   | Generator                                                              | Umrichter                | Anmerkungen / Besonderheiten              |
| --------------------------- | --------------- | ------------------- | -------------------------- | ---------------------------------------------------------------------- | ------------------------ | ----------------------------------------- |
| Acciona                     | variabel        | Pitch               | ja                         | asynchron (doppelt gespeist)                                           | Teilumrichter            |                                           |
| Bard Holding                | variabel        | Pitch               | ja                         | asynchron (doppelt gespeist)                                           | Teilumrichter            |                                           |
| Clipper Windpower           | variabel        | Pitch               | ja                         | synchron (permanent erregt)                                            | Vollumrichter            | 4 Generatoren                             |
| DeWind                      | variabel        | Pitch               | ja                         | asynchron (doppelt gespeist)                                           | Teilumrichter            |                                           |
| DeWind                      | variabel        | Pitch               | ja (mit Drehmomentwandler) | synchron                                                               | kein Umrichter           |                                           |
| Ecotècnia                   | variabel        | Pitch               | ja                         | asynchron (doppelt gespeist)                                           | Teilumrichter            |                                           |
| Ecotècnia                   | fest            | Stall               | ja                         | asynchron                                                              | kein Umrichter           |                                           |
| Enercon                     | variabel        | Pitch               | nein                       | synchron                                                               | Vollumrichter            |                                           |
| Eozen                       | variabel        | Pitch               | nein                       | synchron (permanent erregt)                                            | Vollumrichter            | Stellt von Vensys entwickelte Anlagen her |
| FWT energy                  | variabel        | Pitch               | ja                         | asynchron (doppelt gespeist)                                           | Vollumrichter            |                                           |
| Fuji Heavy Industries       | variabel        | Pitch               | ja                         | asynchron (doppelt gespeist)                                           | Teilumrichter            | Leeläufer                                 |
| Gamesa                      | variabel        | Pitch               | ja                         | asynchron (doppelt gespeist)                                           | Teilumrichter            |                                           |
| General Electric            | variabel        | Pitch               | ja                         | asynchron (doppelt gespeist)                                           | Teilumrichter            |                                           |
| General Electric            | variabel        | Pitch               | ja                         | synchron (permanent erregt)                                            | Vollumrichter            |                                           |
| Goldwind                    | variabel        | Pitch               | nein                       | synchron (permanent erregt)                                            | Vollumrichter            | Stellt von Vensys entwickelte Anlagen her |
| Harakosan                   | variabel        | Pitch               | nein                       | synchron (permanent erregt)                                            | Vollumrichter            |                                           |
| Leitwind                    | variabel        | Pitch               | nein                       | synchron (permanent erregt)                                            | Vollumrichter            |                                           |
| Mitsubishi Heavy Industries | fest            | Pitch               | ja                         | asynchron                                                              | kein Umrichter           |                                           |
| Mitsubishi Heavy Industries | variabel        | Pitch               | ?                          | ?                                                                      | ?                        | MWT92/2.4, MWT95/2.4                      |
| MTorres                     | variabel        | Pitch               | nein                       | synchron                                                               | Vollumrichter            |                                           |
| MULTIBRID                   | variabel        | Pitch               | ja (geringe Übersetzung)   | synchron (permanent erregt)                                            | Vollumrichter            |                                           |
| Nordex                      | variabel        | Pitch               | ja                         | asynchron (doppelt gespeist)                                           | Teilumrichter            |                                           |
| REpower                     | variabel        | Pitch               | ja                         | asynchron (doppelt gespeist)                                           | Teilumrichter            |                                           |
| Scanwind                    | variabel        | Pitch               | nein                       | synchron (permanent erregt)                                            | Vollumrichter            |                                           |
| Scanwind                    | variabel        | Pitch               | ja (variable Übersetzung)  | asynchron                                                              | kein Umrichter (?)       |                                           |
| Siemens                     | variabel        | Pitch               | ja                         | asynchron                                                              | Vollumrichter            |                                           |
| Siemens                     | fest            | aktives Stall       | ja                         | asynchron                                                              | kein Umrichter           |                                           |
| Suzlon                      | gering variabel | Pitch               | ja                         | asynchron (regelbarer Schlupf)                                         | kein Umrichter           |                                           |
| Suzlon                      | fest            | Pitch               | ja                         | asynchron                                                              | kein Umrichter           |                                           |
| Vensys                      | variabel        | Pitch               | nein                       | synchron (permanent erregt)                                            | Vollumrichter            |                                           |
| Vestas                      | variabel        | Pitch               | ja                         | wahlweise: asynchron (doppelt gespeist) oder synchron permanent erregt | Teil- oder Vollumrichter |                                           |
| Vestas                      | fest            | aktives Stall       | ja                         | asynchron                                                              | kein Umrichter           |                                           |
| WinWinD                     | variabel        | Pitch               | ja (geringe Übersetzung)   | synchron (permanent erregt)                                            | Vollumrichter            |                                           |

## Marktanteile
| Unternehmen                | Herkunft            | Marktanteil in % nach Jahr | Marktanteil in % nach Jahr | Marktanteil in % nach Jahr | Marktanteil in % nach Jahr | Marktanteil in % nach Jahr | Marktanteil in % nach Jahr | Marktanteil in % nach Jahr |
| Unternehmen                | Herkunft            | 2005                       | 2007                       | 2009                       | 2011                       | 2014                       | 2015                       | 2019                       |
| -------------------------- | ------------------- | -------------------------- | -------------------------- | -------------------------- | -------------------------- | -------------------------- | -------------------------- | -------------------------- |
| Goldwind                   | Volksrepublik China | —                          | —                          | 7,2                        | 8,7                        | 9,0                        | 12,5                       | 13,18                      |
| Vestas                     | Dänemark            | 27,9                       | 22,8                       | 12,5                       | 12,9                       | 11,6                       | 11,8                       | 18,04                      |
| GE Wind                    | Vereinigte Staaten  | 17,7                       | 16,6                       | 12,4                       | 7,7                        | 8,7                        | 9,5                        | 11,61                      |
| Siemens Gamesa             | Deutschland         | —                          | —                          | —                          | —                          | —                          | —                          | 15,71                      |
| Siemens Wind Power         | Deutschland         | 5,5                        | 7,1                        | 5,9                        | 6,3                        | 9,5                        | 8,0                        | —                          |
| Gamesa                     | Spanien             | 12,9                       | 15,4                       | 6,7                        | 8,0                        | 4,5                        | 5,4                        | —                          |
| Enercon                    | Deutschland         | 13,2                       | 14,0                       | 8,5                        | 7,8                        | 7,3                        | 5,0                        | 2,99                       |
| Guodian United Power       | Volksrepublik China | —                          | —                          | —                          | 7,4                        | 4,8                        | 4,9                        | 1,70                       |
| Mingyang                   | Volksrepublik China | —                          | —                          | —                          | 3,6                        | 3,9                        | 4,1                        | 5,72                       |
| Envision                   | Volksrepublik China | —                          | —                          | —                          | —                          | 3,7                        | 4,0                        | 8,57                       |
| CSIC Haizhuang             | Volksrepublik China | —                          | —                          | —                          | —                          | —                          | 3,4                        | 1,80                       |
| Suzlon Energy              | Indien              | 6,1                        | 10,5                       | 6,4                        | 7,6                        | 5,5                        | —                          | —                          |
| Senvion (REpower)          | Deutschland         | 3,1                        | —                          | —                          | —                          | —                          | —                          | 1,70                       |
| Nordex Acciona             | Deutschland         | —                          | —                          | —                          | —                          | —                          | —                          | 4,91                       |
| Nordex                     | Deutschland         | 2,6                        | 3,4                        | —                          | —                          | —                          | —                          | —                          |
| Ecotècnia (Alstom Wind)    | Spanien             | 2,1                        | —                          | —                          | —                          | —                          | —                          | —                          |
| Mitsubishi (MHI Vestas)    | Japan               | 2,0                        | —                          | —                          | —                          | —                          | —                          | 1,60                       |
| Acciona                    | Spanien             | —                          | 4,4                        | —                          | —                          | —                          | —                          | —                          |
| Sinovel                    | Volksrepublik China | —                          | 3,4                        | 9,2                        | 9,0                        | —                          | —                          | —                          |
| Windey                     | Volksrepublik China | —                          | —                          | —                          | —                          | —                          | —                          | 2,54                       |
| Dongfang Electric          | Volksrepublik China | —                          | —                          | 6,5                        | —                          | —                          | —                          | 2,11                       |
| Shanghai Electric (Sewind) | Volksrepublik China | —                          | —                          | —                          | —                          | —                          | —                          | 2,00                       |
| Andere                     | Andere              | 5,0                        | 10,5                       | 18,5                       | 21,0                       | 31,7                       | 31,4                       | ca. 5,90                   |

## Installierte Windenergieleistung nach Unternehmen
Nach Windkraftanlagenherstellern ergibt sich folgendes Bild bei der installierten Windenergieleistung:
| Unternehmen    | Gesamte installierte Leistung [GW] | Stand   |
| -------------- | ---------------------------------- | ------- |
| Vestas         | 83                                 | 2016-12 |
| Siemens Gamesa | 75                                 | 2017-05 |
| GE Wind        | 50                                 | 2017-05 |
| Enercon        | 43,1                               | 2017-05 |
| Goldwind       | 24                                 | 2014-12 |
| Suzlon         | 16,1                               | 2016-02 |
| Senvion        | 16,1                               | 2016-12 |
| Sinovel        | 15,7                               | 2014-12 |
| Nordex SE      | 13,14                              | 2016-02 |